# Марано-суль-Панаро
Марано-суль-Панаро (італ. Marano sul Panaro) — муніципалітет в Італії, у регіоні Емілія-Романья, провінція Модена.
Марано-суль-Панаро розташоване на відстані близько 310 км на північний захід від Рима, 30 км на захід від Болоньї, 22 км на південь від Модени.
Населення — 5007 осіб (2014).
Щорічний фестиваль відбувається 10 серпня. Покровитель — святий мученик Лаврентій.

## Демографія
Населення за роками:

Станом на 1 січня 2023 року в муніципалітеті офіційно проживали 643 іноземці з 36 країн, серед них 83 громадяни країн Євросоюзу та 31 громадянин України.

## Сусідні муніципалітети
- Кастельветро-ді-Модена
- Гуїлья
- Маранелло
- Павулло-нель-Фриньяно
- Савіньяно-суль-Панаро
- Серрамаццоні
- Віньйола